# Атгерієв Турпал-Алі Аладійович
Турпал-Алі Аладійович Атгерієв (нар. 8 травня 1969, с. Аллерой, Шалінський район, ЧІАРСР, РРФСР, СРСР — 18 серпня 2002, Єкатеринбург, Росія) — чеченський державний і військовий діяч, бригадний генерал армії Ічкерії , активний учасник першої та другої російсько-чеченських війн. З 1994 року обіймав посаду командира Новогрозненського полку , а потім фронтом збройних сил Ічкерії. Двоюрідний племінник і найближчий сподвижник Аслана Масхадова. Обіймав посади першого віце-прем'єра та міністра державної безпеки ЧРІ. Був засуджений російським судом у зв'язку з причетністю до рейду в Дагестан 1996 року. Категорично виступав проти ваххабізму в Ічкерії.

## Життєпис
Турпал-Алі народився в селищі Аллерой  (Чечено-Інгушська АРСР). Після закінчення середньої школи працював у будівельних організаціях. Заочно закінчив Биковський радгосп-технікум, пізніше - історичний факультет Чеченського державного університету. Мав дипломи юриста та історика.
У 1990-1992 роках займався бізнесом, керував малим підприємством. У 1992 році брав участь у  Абхазькій війні 1992—1993 років у складі формувань Конфедерації горських народів Кавказу, воював під командуванням, Шаміля Басаєва. У 1992—1994 роках працював в органах МВС ЧРІ, у 1994 році був старшиною 21-ї роти ДАІ міста Грозний.

### Участь у першій російсько-чеченській війні
З грудня 1994 року брав участь у бойових діях проти російських військ. Під час Першої російсько-чеченської війни був командиром Новогрозненського полку, який діяв переважно в східних районах Чечні .
Брав участь в обороні міста Грозний, боях за Аргун (Аргун), Гудермес, Аллерой та інші населені пункти. Командував різними бойовими з'єднаннями, деякий час був командувачем фронтом.
9 січня 1996 року разом з Салманом Радуєвим і Хункар-Пашею Ісрапіловим очолив рейд об'єднаних загонів бойовиків на місто Кизляр. 18 січня керував проривом загонів бойовиків із села Первомайське (Хасав'юртівський район). У заручники було захоплено понад 3000 осіб, із них загинуло понад 40. Після цієї  акції проти Атгерієва було порушено кримінальну справу за ст. 77 («бандитизм»), ст. 126 («захоплення заручників») та ст. 213-3 («тероризм») КК РФ і він був оголошений у федеральний розшук.
З 1996 був начальником Особливого відділу збройних сил ЧРІ. У ході військових дій був двічі поранений, нагороджений орденом «Герой Нації» (чеч. «К'оман Турпал»). Після закінчення війни отримав звання бригадного генерала.

### Кар'єра в ЧРІ
У січні 1997 року керував виборчим штабом кандидата у президенти Аслана Масхадова. Після перемоги Масхадова на виборах у лютому 1997 року став членом Вищої президентської ради, займався питаннями науки та освіти. 31 травня 1997 року балотувався на посаду мера міста Грозний (за фактичної підтримки Масхадова) проти Лечі Дудаєва (племінника покійного Джохара Дудаєва). За неофіційними даними, отримав більшість голосів (44%), але вибори були визнані недійсними (фактично зірвані прихильниками Л. Дудаєва). У серпні 1997 року організував та очолив промасхадівський рух «Чеченська ісламська держава».
У січні 1998 року призначений першим віце-прем'єром, курирував силовий блок уряду ЧРІ. У 1999 ріку призначений міністром державної безпеки ЧРІ. 
У червні 1999 року відвідав із приватним візитом Москву з метою збору коштів з комерційних структур для допомоги ічкерійським повстанцям.

### Розшук, суд, смерть
16 липня 1999 року був затриманий в аеропорту «Внуково» співробітниками Головного управління боротьби з організованою злочинністю МВС РФ. Під час затримання у нього вилучили пістолет «Беретта». Після ноти протесту з ЧРІ 18 липня 1999 року був відпущений за вказівкою прем'єр-міністра Сергія Степашина, «у зв'язку зі зміною йому запобіжного заходу». Після початку Другої–російсько чеченської війни Генеральна прокуратура Росії повторно розглянула матеріали кримінальної справи Атгерієва і в березні 2000 року винесла постанову про оголошення його в федеральний розшук. 28 жовтня 2000 року заарештований в місті Махачкала співробітниками ФСБ. З цього моменту утримувався в Слідчому ізоляторі СІЗО Лефортово.
У грудні 2001 року Верховний суд Дагестану засудив Атгерієва до 15 років позбавлення волі в колонії суворого режиму за участь у нападі на місто Кизляр. Відбувати покарання було відправлено до виправної колонії № 2 міста Єкатеринбург. Відразу після етапу, 20 червня 2002 року був госпіталізований у важкому стані з підозрою на лейкоз, викликаним раком нирок. Помер 18 серпня. Офіційна причина смерті — лейкоз та крововилив у нирки .
Віце-прем'єр Чечні Ахмед Закаєв звинуватив російську владу у вбивстві Атгерієва. Його родичі стверджували, що його закатували до смерті.  Цей випадок був висвітлений у відкритому листі «Меморіалу Путіну» .